# Bruno Poletti
Bruno Poletti (Rogoredo, 21 giugno 1913 – ...) è stato un calciatore italiano, di ruolo attaccante.

## Carriera
Giocò nel Milan, nell'Atalanta, nell'Aquila, e nella Cremonese dove giocò due stagioni dal 1937 al 1939 realizzando 6 reti in 14 partite.